# Eliminatórias da Copa do Mundo FIFA de 2026 – AFC
A zona asiática (AFC) das Eliminatórias da Copa do Mundo FIFA de 2026 é disputada entre outubro de 2023 e novembro de 2025. Oito equipes têm vaga direta para a Copa do Mundo FIFA de 2026 e uma disputará a repescagem.
O processo de qualificação envolve cinco fases; as duas primeiras também servirão como eliminatórias para a Copa da Ásia de 2027.

## Formato
O formato de qualificação foi anunciado em 1 de agosto de 2022, tendo sido reformulado para se adequar ao aumento da alocação de oito equipes que se classificam diretamente e um para a repescagem.
- Primeira fase: 20 times (ranqueadas entre 27–46 no Ranking da FIFA) jogarão em casa e fora em partidas de ida e volta. Os dez vencedores avançam para a segunda fase.
- Segunda fase: 36 times (ranqueadas de 1–26 no Ranking da FIFA e os dez vencedores da primeira fase) serão divididos em nove grupos de quatro times. As equipes jogarão entre si em jogos de ida e volta. Os nove vencedores e vice-campeões dos grupos avançam para a terceira rodada e se classificam automaticamente para a Copa da Ásia de 2027.
- Terceira fase: 18 times que avançaram da segunda fase são divididos em três grupos de seis times. As equipes jogarão entre si em jogos de ida e volta. As duas primeiras equipes de cada grupo se classificam diretamente para a Copa do Mundo FIFA de 2026, o terceiro e o quarto colocados avançam para a quarta fase.
- Quarta fase: Os terceiros e quartos colocados da terceira rodada, seis times ao todo, são divididos em dois grupos de três times cada. As equipes jogarão uma contra a outra uma vez em um local neutro. Os vencedores de cada grupo se classificam para a Copa do Mundo e os segundos colocados de cada grupo avançam para a quinta fase.
- Quinta fase: Os vice-campeões dos grupos na quarta fase competirão em casa e fora em partidas de ida e volta para determinar o representante asiático na repescagem.[4]

## Participantes
Quarenta e cinco nações afiliadas à FIFA são elegíveis para entrar no processo de qualificação conjunta para a Copa do Mundo FIFA de 2026 e a Copa da Ásia de 2027. As Ilhas Marianas do Norte, que não são membros da FIFA, entrarão na fase de qualificação para a Copa da Ásia de 2027.
O sorteio para a primeira e segunda rodadas da qualificação conjunta foi realizada em 27 de julho de 2023. As equipes foram divididas em quatro potes. Os potes 1, 2 e 3 contêm as equipes classificadas de 1 a 9, 10 a 18 e 19 a 26, respectivamente, enquanto o pote 4 contém as 10 chaves para a disputa da primeira fase. Todas as equipes do Pote 4 serão sorteadas para a primeira rodada sem classificação adicional. As equipes dos potes 1, 2 e 3 serão sorteadas diretamente para a segunda rodada.
Entre parênteses, a sua posição no ranking da FIFA (julho de 2023).
| Disputam a partir da segunda fase | Disputam a partir da segunda fase | Disputam a partir da segunda fase | Disputam a primeira fase | Disputam a primeira fase |
| Pote 1 | Pote 2 | Pote 3 | Pote 1 | Pote 2 |
| --- | --- | --- | --- | --- |
| 1. Japão (20) 2. Irã (22) 3. Austrália (27) 4. Coreia do Sul (28) 5. Arábia Saudita (54) 6. Catar (59) 7. Iraque (70) 8. Emirados Árabes Unidos (72) 9. Omã (73) | 1. Uzbequistão (74) 2. China (80) 3. Jordânia (82) 4. Bahrein (86) 5. Síria (94) 6. Vietnã (95) 7. Palestina (96) 8. Quirguistão (97) 9. Índia (99) | 1. Líbano (100) 2. Tadjiquistão (110) 3. Tailândia (113) 4. Coreia do Norte (115) 5. Filipinas (135) 6. Malásia (136) 7. Kuwait (137) 8. Turcomenistão (138) | 1. Hong Kong (149) 2. Indonésia (150) 3. Taipé Chinês (153) 4. Maldivas (155) 5. Iêmen (156) 6. Afeganistão (157) 7. Singapura (158) 8. Myanmar (160) 9. Nepal (175) 10. Camboja (176) | 1. Macau (182) 2. Mongólia (183) 3. Butão (185) 4. Laos (187) 5. Bangladesh (189) 6. Brunei (190) 7. Timor-Leste (192) 8. Paquistão (201) 9. Guam (203) 10. Sri Lanka (204) |

## Calendário
Espera-se que o cronograma da competição seja o seguinte:
| Fase          | Rodada   | Data                   |
| ------------- | -------- | ---------------------- |
| Primeira fase | Ida      | 12 de outubro de 2023  |
| Primeira fase | Volta    | 17 de outubro de 2023  |
| Segunda fase  | Rodada 1 | 16 de novembro de 2023 |
| Segunda fase  | Rodada 2 | 21 de novembro de 2023 |
| Segunda fase  | Rodada 3 | 21 de março de 2024    |
| Segunda fase  | Rodada 4 | 26 de março de 2024    |
| Segunda fase  | Rodada 5 | 6 de junho de 2024     |
| Segunda fase  | Rodada 6 | 11 de junho de 2024    |

| Fase          | Rodada    | Data                   |
| ------------- | --------- | ---------------------- |
| Terceira fase | Rodada 1  | 5 de setembro de 2024  |
| Terceira fase | Rodada 2  | 10 de setembro de 2024 |
| Terceira fase | Rodada 3  | 10 de outubro de 2024  |
| Terceira fase | Rodada 4  | 15 de outubro de 2024  |
| Terceira fase | Rodada 5  | 14 de novembro de 2024 |
| Terceira fase | Rodada 6  | 19 de novembro de 2024 |
| Terceira fase | Rodada 7  | 20 de março de 2025    |
| Terceira fase | Rodada 8  | 25 de março de 2025    |
| Terceira fase | Rodada 9  | 5 de junho de 2025     |
| Terceira fase | Rodada 10 | 10 de junho de 2025    |

| Fase        | Rodada   | Data             |
| ----------- | -------- | ---------------- |
| Quarta fase | Rodada 1 | Outubro de 2025  |
| Quarta fase | Rodada 2 | Outubro de 2025  |
| Quarta fase | Rodada 3 | Outubro de 2025  |
| Quinta fase | Ida      | Novembro de 2025 |
| Quinta fase | Volta    | Novembro de 2025 |

## Primeira fase
O sorteio da primeira rodada foi realizado em 27 de julho de 2023 às 14:00 (UTC+8) na sede da AFC em Kuala Lumpur, Malásia.
| Equipe 1     | Total | Equipe 2    | 1.º jogo | 2.º jogo |
| ------------ | ----- | ----------- | -------- | -------- |
| Afeganistão  | 2–0   | Mongólia    | 1–0      | 1–0      |
| Maldivas     | 2–3   | Bangladesh  | 1–1      | 1–2      |
| Singapura    | 3–1   | Guam        | 2–1      | 1–0      |
| Iêmen        | 4–1   | Sri Lanka   | 3–0      | 1–1      |
| Myanmar      | 5–1   | Macau       | 5–1      | 0–0      |
| Camboja      | 0–1   | Paquistão   | 0–0      | 0–1      |
| Taipé Chinês | 7–0   | Timor-Leste | 4–0      | 3–0      |
| Indonésia    | 12–0  | Brunei      | 6–0      | 6–0      |
| Hong Kong    | 4–2   | Butão       | 4–0      | 0–2      |
| Nepal        | 2–1   | Laos        | 1–1      | 1–0      |

## Segunda fase
O sorteio da segunda fase foi realizado em 27 de julho de 2023 às 16:00 (UTC+8) na sede da AFC em Kuala Lumpur, Malásia.

#### Grupo A
| Pos | Equipe      | Pts | J | V | E | D | GP | GC | SG  | Classificado                                    |  |     |     |     |     |
| --- | ----------- | --- | - | - | - | - | -- | -- | --- | ----------------------------------------------- |  | --- | --- | --- | --- |
| 1   | Catar       | 16  | 6 | 5 | 1 | 0 | 18 | 3  | +15 | Terceira fase e Copa da Ásia de 2027            |  | —   | 3–0 | 2–1 | 8–1 |
| 2   | Kuwait      | 7   | 6 | 2 | 1 | 3 | 6  | 6  | 0   | Terceira fase e Copa da Ásia de 2027            |  | 1–2 | —   | 0–1 | 1–0 |
| 3   | Índia       | 5   | 6 | 1 | 2 | 3 | 3  | 7  | −4  | Terceira fase das eliminatórias da Copa da Ásia |  | 0–3 | 0–0 | —   | 1–2 |
| 4   | Afeganistão | 5   | 6 | 1 | 2 | 3 | 3  | 14 | −11 | Terceira fase das eliminatórias da Copa da Ásia |  | 0–0 | 0–4 | 0–0 | —   |

#### Grupo B
| Pos | Equipe          | Pts | J | V | E | D | GP | GC | SG  | Classificado                                    |  |     |     |     |     |
| --- | --------------- | --- | - | - | - | - | -- | -- | --- | ----------------------------------------------- |  | --- | --- | --- | --- |
| 1   | Japão           | 18  | 6 | 6 | 0 | 0 | 24 | 0  | +24 | Terceira fase e Copa da Ásia de 2027            |  | —   | 1–0 | 5–0 | 5–0 |
| 2   | Coreia do Norte | 9   | 6 | 3 | 0 | 3 | 7  | 4  | +3  | Terceira fase e Copa da Ásia de 2027            |  | 0–3 | —   | 1–0 | 4–1 |
| 3   | Síria           | 7   | 6 | 2 | 1 | 3 | 9  | 12 | −3  | Terceira fase das eliminatórias da Copa da Ásia |  | 0–5 | 1–0 | —   | 7–0 |
| 4   | Myanmar         | 1   | 6 | 0 | 1 | 5 | 3  | 28 | −25 | Terceira fase das eliminatórias da Copa da Ásia |  | 0–5 | 1–6 | 1–1 | —   |

1. ↑  O Japão obteve uma vitória por 3–0, depois que a Coreia do Norte se recusou a sediar a partida, alegando preocupações com a propagação de uma doença no Japão.

#### Grupo C
| Pos | Equipe        | Pts | J | V | E | D | GP | GC | SG  | Classificado                                    |  |     |     |     |     |
| --- | ------------- | --- | - | - | - | - | -- | -- | --- | ----------------------------------------------- |  | --- | --- | --- | --- |
| 1   | Coreia do Sul | 16  | 6 | 5 | 1 | 0 | 20 | 1  | +19 | Terceira fase e Copa da Ásia de 2027            |  | —   | 1–0 | 1–1 | 5–0 |
| 2   | China         | 8   | 6 | 2 | 2 | 2 | 9  | 9  | 0   | Terceira fase e Copa da Ásia de 2027            |  | 0–3 | —   | 1–1 | 4–1 |
| 3   | Tailândia     | 8   | 6 | 2 | 2 | 2 | 9  | 9  | 0   | Terceira fase das eliminatórias da Copa da Ásia |  | 0–3 | 1–2 | —   | 3–1 |
| 4   | Singapura     | 1   | 6 | 0 | 1 | 5 | 5  | 24 | −19 | Terceira fase das eliminatórias da Copa da Ásia |  | 0–7 | 2–2 | 1–3 | —   |

1. 1 2  Pontos no confronto direto: China 4, Tailândia 1.

#### Grupo D
| Pos | Equipe       | Pts | J | V | E | D | GP | GC | SG  | Classificado                                    |  |     |     |     |     |
| --- | ------------ | --- | - | - | - | - | -- | -- | --- | ----------------------------------------------- |  | --- | --- | --- | --- |
| 1   | Omã          | 13  | 6 | 4 | 1 | 1 | 11 | 2  | +9  | Terceira fase e Copa da Ásia de 2027            |  | —   | 1–1 | 2–0 | 3–0 |
| 2   | Quirguistão  | 11  | 6 | 3 | 2 | 1 | 13 | 7  | +6  | Terceira fase e Copa da Ásia de 2027            |  | 1–0 | —   | 1–1 | 5–1 |
| 3   | Malásia      | 10  | 6 | 3 | 1 | 2 | 9  | 9  | 0   | Terceira fase das eliminatórias da Copa da Ásia |  | 0–2 | 4–3 | —   | 3–1 |
| 4   | Taipé Chinês | 0   | 6 | 0 | 0 | 6 | 2  | 17 | −15 | Terceira fase das eliminatórias da Copa da Ásia |  | 0–3 | 0–2 | 0–1 | —   |

#### Grupo E
| Pos | Equipe        | Pts | J | V | E | D | GP | GC | SG  | Classificado                                    |  |     |     |     |     |
| --- | ------------- | --- | - | - | - | - | -- | -- | --- | ----------------------------------------------- |  | --- | --- | --- | --- |
| 1   | Irã           | 14  | 6 | 4 | 2 | 0 | 16 | 4  | +12 | Terceira fase e Copa da Ásia de 2027            |  | —   | 0–0 | 5–0 | 4–0 |
| 2   | Uzbequistão   | 14  | 6 | 4 | 2 | 0 | 13 | 4  | +9  | Terceira fase e Copa da Ásia de 2027            |  | 2–2 | —   | 3–1 | 3–0 |
| 3   | Turcomenistão | 2   | 6 | 0 | 2 | 4 | 4  | 14 | −10 | Terceira fase das eliminatórias da Copa da Ásia |  | 0–1 | 1–3 | —   | 0–0 |
| 4   | Hong Kong     | 2   | 6 | 0 | 2 | 4 | 4  | 15 | −11 | Terceira fase das eliminatórias da Copa da Ásia |  | 2–4 | 0–2 | 2–2 | —   |

#### Grupo F
| Pos | Equipe    | Pts | J | V | E | D | GP | GC | SG  | Classificado                                    |  |     |     |     |     |
| --- | --------- | --- | - | - | - | - | -- | -- | --- | ----------------------------------------------- |  | --- | --- | --- | --- |
| 1   | Iraque    | 18  | 6 | 6 | 0 | 0 | 17 | 2  | +15 | Terceira fase e Copa da Ásia de 2027            |  | —   | 5–1 | 3–1 | 1–0 |
| 2   | Indonésia | 10  | 6 | 3 | 1 | 2 | 8  | 8  | 0   | Terceira fase e Copa da Ásia de 2027            |  | 0–2 | —   | 1–0 | 2–0 |
| 3   | Vietnã    | 6   | 6 | 2 | 0 | 4 | 6  | 10 | −4  | Terceira fase das eliminatórias da Copa da Ásia |  | 0–1 | 0–3 | —   | 3–2 |
| 4   | Filipinas | 1   | 6 | 0 | 1 | 5 | 3  | 14 | −11 | Terceira fase das eliminatórias da Copa da Ásia |  | 0–5 | 1–1 | 0–2 | —   |

#### Grupo G
| Pos | Equipe         | Pts | J | V | E | D | GP | GC | SG  | Classificado                                    |  |     |     |     |     |
| --- | -------------- | --- | - | - | - | - | -- | -- | --- | ----------------------------------------------- |  | --- | --- | --- | --- |
| 1   | Jordânia       | 13  | 6 | 4 | 1 | 1 | 16 | 4  | +12 | Terceira fase e Copa da Ásia de 2027            |  | —   | 0–2 | 3–0 | 7–0 |
| 2   | Arábia Saudita | 13  | 6 | 4 | 1 | 1 | 12 | 3  | +9  | Terceira fase e Copa da Ásia de 2027            |  | 1–2 | —   | 1–0 | 4–0 |
| 3   | Tadjiquistão   | 8   | 6 | 2 | 2 | 2 | 11 | 7  | +4  | Terceira fase das eliminatórias da Copa da Ásia |  | 1–1 | 1–1 | —   | 3–0 |
| 4   | Paquistão      | 0   | 6 | 0 | 0 | 6 | 1  | 26 | −25 | Terceira fase das eliminatórias da Copa da Ásia |  | 0–3 | 0–3 | 1–6 | —   |

1. ↑  A Arábia Saudita já se classificou para a Copa da Ásia como país-sede.

#### Grupo H
| Pos | Equipe                 | Pts | J | V | E | D | GP | GC | SG  | Classificado                                    |  |     |     |     |     |
| --- | ---------------------- | --- | - | - | - | - | -- | -- | --- | ----------------------------------------------- |  | --- | --- | --- | --- |
| 1   | Emirados Árabes Unidos | 16  | 6 | 5 | 1 | 0 | 16 | 2  | +14 | Terceira fase e Copa da Ásia de 2027            |  | —   | 1–1 | 2–1 | 4–0 |
| 2   | Bahrein                | 11  | 6 | 3 | 2 | 1 | 11 | 3  | +8  | Terceira fase e Copa da Ásia de 2027            |  | 0–2 | —   | 0–0 | 3–0 |
| 3   | Iêmen                  | 5   | 6 | 1 | 2 | 3 | 5  | 9  | −4  | Terceira fase das eliminatórias da Copa da Ásia |  | 0–3 | 0–2 | —   | 2–2 |
| 4   | Nepal                  | 1   | 6 | 0 | 1 | 5 | 2  | 20 | −18 | Terceira fase das eliminatórias da Copa da Ásia |  | 0–4 | 0–5 | 0–2 | —   |

#### Grupo I
| Pos | Equipe     | Pts | J | V | E | D | GP | GC | SG  | Classificado                                    |  |     |     |     |     |
| --- | ---------- | --- | - | - | - | - | -- | -- | --- | ----------------------------------------------- |  | --- | --- | --- | --- |
| 1   | Austrália  | 18  | 6 | 6 | 0 | 0 | 22 | 0  | +22 | Terceira fase e Copa da Ásia de 2027            |  | —   | 5–0 | 2–0 | 7–0 |
| 2   | Palestina  | 8   | 6 | 2 | 2 | 2 | 6  | 6  | 0   | Terceira fase e Copa da Ásia de 2027            |  | 0–1 | —   | 0–0 | 5–0 |
| 3   | Líbano     | 6   | 6 | 1 | 3 | 2 | 5  | 8  | −3  | Terceira fase das eliminatórias da Copa da Ásia |  | 0–5 | 0–0 | —   | 4–0 |
| 4   | Bangladesh | 1   | 6 | 0 | 1 | 5 | 1  | 20 | −19 | Terceira fase das eliminatórias da Copa da Ásia |  | 0–2 | 0–1 | 1–1 | —   |

## Terceira fase

### Grupo A
| Pos | Equipe                 | Pts | J  | V | E | D | GP | GC | SG  | Classificado               |  |     |     |     |     |     |     |
| --- | ---------------------- | --- | -- | - | - | - | -- | -- | --- | -------------------------- |  | --- | --- | --- | --- | --- | --- |
| 1   | Uzbequistão            | 21  | 10 | 6 | 3 | 1 | 14 | 7  | +7  | Copa do Mundo FIFA de 2026 |  | —   | 0–0 | 1–0 | 3–0 | 1–0 | 1–0 |
| 2   | Irã                    | 23  | 10 | 7 | 2 | 1 | 19 | 8  | +11 | Copa do Mundo FIFA de 2026 |  | 2–2 | —   | 2–0 | 4–1 | 1–0 | 3–0 |
| 3   | Emirados Árabes Unidos | 15  | 10 | 4 | 3 | 3 | 15 | 8  | +7  | Quarta fase                |  | 0–0 | 0–1 | —   | 5–0 | 3–0 | 1–1 |
| 4   | Catar                  | 13  | 10 | 4 | 1 | 5 | 17 | 24 | −7  | Quarta fase                |  | 3–2 | 1–0 | 1–3 | —   | 3–1 | 5–1 |
| 5   | Quirguistão            | 8   | 10 | 2 | 2 | 6 | 12 | 18 | −6  | Eliminado                  |  | 2–3 | 2–3 | 1–1 | 3–1 | —   | 1–0 |
| 6   | Coreia do Norte        | 3   | 10 | 0 | 3 | 7 | 9  | 21 | −12 | Eliminado                  |  | 0–1 | 2–3 | 1–2 | 2–2 | 2–2 | —   |

### Grupo B
| Pos | Equipe        | Pts | J  | V | E | D | GP | GC | SG  | Classificado               |  |     |     |     |     |     |     |
| --- | ------------- | --- | -- | - | - | - | -- | -- | --- | -------------------------- |  | --- | --- | --- | --- | --- | --- |
| 1   | Coreia do Sul | 22  | 10 | 6 | 4 | 0 | 20 | 7  | +13 | Copa do Mundo FIFA de 2026 |  | —   | 1–1 | 3–2 | 1–1 | 0–0 | 4–0 |
| 2   | Jordânia      | 16  | 10 | 4 | 4 | 2 | 16 | 8  | +8  | Copa do Mundo FIFA de 2026 |  | 0–2 | —   | 0–1 | 4–0 | 3–1 | 1–1 |
| 3   | Iraque        | 15  | 10 | 4 | 3 | 3 | 9  | 9  | 0   | Quarta fase                |  | 0–2 | 0–0 | —   | 1–0 | 1–0 | 2–2 |
| 4   | Omã           | 11  | 10 | 3 | 2 | 5 | 9  | 14 | −5  | Quarta fase                |  | 1–3 | 0–3 | 0–1 | —   | 1–0 | 4–0 |
| 5   | Palestina     | 10  | 10 | 2 | 4 | 4 | 10 | 13 | −3  | Eliminado                  |  | 1–1 | 1–3 | 2–1 | 1–1 | —   | 2–2 |
| 6   | Kuwait        | 5   | 10 | 0 | 5 | 5 | 7  | 20 | −13 | Eliminado                  |  | 1–3 | 1–1 | 0–0 | 0–1 | 0–2 | —   |

### Grupo C
| Pos | Equipe         | Pts | J  | V | E | D | GP | GC | SG  | Classificado               |  |     |     |     |     |     |     |
| --- | -------------- | --- | -- | - | - | - | -- | -- | --- | -------------------------- |  | --- | --- | --- | --- | --- | --- |
| 1   | Japão          | 23  | 10 | 7 | 2 | 1 | 30 | 3  | +27 | Copa do Mundo FIFA de 2026 |  | —   | 1–1 | 0–0 | 6–0 | 7–0 | 2–0 |
| 2   | Austrália      | 19  | 10 | 5 | 4 | 1 | 16 | 7  | +9  | Copa do Mundo FIFA de 2026 |  | 1–0 | —   | 0–0 | 5–1 | 3–1 | 0–1 |
| 3   | Arábia Saudita | 13  | 10 | 3 | 4 | 3 | 7  | 8  | −1  | Quarta fase                |  | 0–2 | 1–2 | —   | 1–1 | 1–0 | 0–0 |
| 4   | Indonésia      | 12  | 10 | 3 | 3 | 4 | 9  | 20 | −11 | Quarta fase                |  | 0–4 | 0–0 | 2–0 | —   | 1–0 | 1–0 |
| 5   | China          | 9   | 10 | 3 | 0 | 7 | 7  | 20 | −13 | Eliminado                  |  | 1–3 | 0–2 | 1–2 | 2–1 | —   | 1–0 |
| 6   | Bahrein        | 6   | 10 | 1 | 3 | 6 | 5  | 16 | −11 | Eliminado                  |  | 0–5 | 2–2 | 0–2 | 2–2 | 0–1 | —   |

## Quarta fase

### Grupo A
| Pos | Equipe | Pts | J | V | E | D | GP | GC | SG | Classificado                             |  | A1    | A2     | A3     |
| --- | ------ | --- | - | - | - | - | -- | -- | -- | ---------------------------------------- |  | ----- | ------ | ------ |
| 1   | A1     | 0   | 0 | 0 | 0 | 0 | 0  | 0  | 0  | Qualificado à Copa do Mundo FIFA de 2026 |  | —     | 14 Out |        |
| 2   | A2     | 0   | 0 | 0 | 0 | 0 | 0  | 0  | 0  | Qualificado à quinta fase                |  |       | —      | 11 Out |
| 3   | A3     | 0   | 0 | 0 | 0 | 0 | 0  | 0  | 0  |                                          |  | 8 Out |        | —      |

### Grupo B
| Pos | Equipe | Pts | J | V | E | D | GP | GC | SG | Classificado                             |  | B1    | B2     | B3     |
| --- | ------ | --- | - | - | - | - | -- | -- | -- | ---------------------------------------- |  | ----- | ------ | ------ |
| 1   | B1     | 0   | 0 | 0 | 0 | 0 | 0  | 0  | 0  | Qualificado à Copa do Mundo FIFA de 2026 |  | —     | 14 Out |        |
| 2   | B2     | 0   | 0 | 0 | 0 | 0 | 0  | 0  | 0  | Qualificado à quinta fase                |  |       | —      | 11 Out |
| 3   | B3     | 0   | 0 | 0 | 0 | 0 | 0  | 0  | 0  |                                          |  | 8 Out |        | —      |

## Quinta fase
Os dois segundos colocados de cada grupo da quarta fase se enfrentarão em duas mãos em novembro de 2025 para determinar qual equipe avança para os play-offs entre confederações.
| Equipe 1 | Total | Equipe 2 | 1.º jogo | 2.º jogo |
| -------- | ----- | -------- | -------- | -------- |
|          | –     |          | 13 Nov   | 18 Nov   |

## Play-offs entre confederações
O vencedor do play-off se juntará a um time da CAF, CONMEBOL e OFC e dois da CONCACAF nos play-offs entre confederações. As equipes serão classificadas de acordo com o Ranking Mundial da FIFA, com as quatro equipes com pior classificação jogando em duas partidas de eliminação simples. Os vencedores enfrentarão as duas equipes mais bem classificadas em outro conjunto de partidas de eliminação única, com os vencedores dessas partidas se classificando para a Copa do Mundo FIFA de 2026.